# Lemberg (Jura souabe)
Pour les articles homonymes, voir Lemberg.
Le Lemberg est la plus haute montagne du Jura souabe, culminant à 1 015 m. Il se dresse à l'est de Rottweil, dans l'arrondissement de Tuttlingen près de la commune de Gosheim, dans le Bade-Wurtemberg en Allemagne. À son sommet se trouve une tour de 30 m de haut, culminant au-dessus des arbres l'entourant, et offrant de beau temps une perspective atteignant les Alpes.

## Préhistoire
Comme la plupart des montagnes du Jura souabe, le Lemberg est une « butte-témoin », rémanent d'un massif qui s'est érodé, faisant ressortir les sommets en matière plus dure.
Du VIIIe siècle av. J.-C. au Ve siècle av. J.-C. (durant l'âge du Hallstatt), la montagne accueillait un peuplement celte. On trouve encore à son faîte les ruines de murs et de tombes d'une ancienne forteresse. Vers l'est et l'ouest, le sommet a été terrassé. Des traces d'activité celte peuvent être trouvées dans les montagnes avoisinantes, comme dans toute la région du Heuberg.
Le nom Lemberg provient de la langue celtique, dans laquelle Lem signifie marais, ou bourbe. Son origine est probablement la rivière Bära, qui naît au pied de la montagne. On pense que dans les temps préhistoriques, son débit d'eau était plus important, rendant les environs marécageux.

## Tour de Lemberg
La tour de Lemberg est une tour en acier de 34 mètres de haut au sommet de la montagne, construite en 1899.

## Notes et références

Vue panoramique depuis le sommet.